# East Hemet (Kalifornija)
East Hemet je naseljeno područje za statističke svrhe u američkoj saveznoj državi Kalifornija. Prema popisu stanovništva iz 2010. u njemu je živjelo 17,418 stanovnika.